# Tymoteusz (Szczerbacki)
Tymoteusz, imię świeckie Tychon Iwanowicz Szczerbacki, także Szczerbak (ur. 1698 w Trypolu, zm. 7 kwietnia?/18 kwietnia 1767) – biskup Rosyjskiego Kościoła Prawosławnego.

## Życiorys
Ukończył Akademię Mohylańską w Kijowie. W czasie studiów należał do chóru słuchaczy szkoły i jako utalentowany śpiewak cerkiewny został zauważony przez Piotra I, po czym włączony do nadwornego chóru. Zrezygnował jednak z tej funkcji, pragnąc uzyskać pełne wykształcenie teologiczne. Po uzyskaniu dyplomu końcowego w 1737 złożył wieczyste śluby mnisze i został pisarzem w parafii przy soborze Mądrości Bożej w Kijowie. W tym samym roku został mianowany ihumenem i wyznaczony na przełożonego Mgarskiego Monasteru Przemienienia Pańskiego, jednak jeszcze w tym samym roku wrócił do Kijowa jako przełożony Monasteru Wydubickiego. Dwa lata później został archimandrytą i przełożonym monasteru św. Michała Archanioła o Złotych Kopułach. W 1740 został przełożonym ławry Pieczerskiej. 
10 marca 1748 został w Petersburgu wyświęcony na metropolitę kijowskiego. Od 1754 był stałym członkiem Świątobliwego Synodu Rządzącego. Rok później zabronił prawosławnym klasztorom na Podlasiu (Przemienienia Pańskiego oraz Trójcy Świętej w Drohiczynie, Zaśnięcia Matki Bożej w Zabłudowie oraz św. Mikołaja w Bielsku) angażować się w jakiekolwiek konflikty z duchowieństwem katolickim, w praktyce zobowiązując je tym samym do biernej postawy w obliczu polemik międzywyznaniowych.
W 1757 później zwrócił się do Synodu z prośbą o przeniesienie w stan spoczynku, lecz zamiast tego został przeniesiony na katedrę moskiewską. Od 1764 nosił tytuł metropolity moskiewskiego i kałuskiego. Brał udział w sądzie nad metropolitą rostowskim Arseniuszem, sądzonym przez Synod za stanowczy sprzeciw wobec projektu sekularyzacji dóbr kościelnych, jaki realizowała caryca Katarzyna II. Chociaż popierał poglądy Arseniusza, nie sprzeciwił się wymierzeniu mu kary pozbawienia święceń kapłańskich i osadzenia w odległym monasterze bez prawa pisania. 
W stan spoczynku odszedł w 1767  i w tym samym roku zmarł. Został pochowany w Monasterze Czudowskim w Moskwie. Jego pogrzeb był pierwszą ceremonią pochówku biskupa według ceremoniału przeznaczonego dla kapłanów, a nie dla mnichów – stało się to następnie regułą w Rosyjskim Kościele Prawosławnym.